# ФК „Манготсфийлд Юнайтед“
ФК „Манготсфийлд Юнайтед“ (на английски: Mangotsfield United F.C.) е английски футболен отбор от село Манготсфийлд.

## История
Футболът в селцето се заражда през 1888 година, когато е основан клубът, в началото под името Манготсфийлд ФК. Отборът се присъединява към Бристол & Дистрикт Лийг и започва да играе в Дивизия 1. Много по-късно, през 1957 година тимът получава промоция за футболната лига Бристол Премиър Комбинейшън, а след това се присъединява към Западна Футболна Лига през сезон 1972-73.
Един от най-известните играчи на клуба е Гари Пенрис. играещ преди това за Астън Вила и Куинс Парк Рейнджърс. През 1984 година той е купен от Бристол Роувърс. В края на 20 век тимът започва да се изкачва в дивизите, докато на стига до Южна Футболна Лига през шампионския си сезон 2004/05.

## Дублиращ състав
Още при сформирането си, резервния тим претърпява финансови трудности, но успява да се присъедини към Дивизия 7 на Бристол & Дистрикт Лийг. Днес този състав се състезава в аматьорската Футболна Лига на Съмърсет. Младежите и юношеските състави играят в различните възрастови групи на Младежка Лига на Съмърсет. Някои от детските състави и Б състави участват редовно в Училищна Лига на Евън

## Състав
Номер. Позиция Играч
- GK Джош Клафъм
- GK Бен Картър
- DF Роб Скот
- DF Нейл Арндейл
- DF Сам Бейли
- DF Алекс Бол
- DF Ник Бинярд
- DF Анди Кридел
- DF Пол Милсъм
- DF Гари Торн
- MF Джерънт Бетър
- MF Джон Френч
- MF Дейв Томпсън
- MF Елис Уилмот
- FW Дейв Бърбоу
- FW Алън Грифин
- FW Дейв Мориси
- FW Ричърд Киър